# Мерфф, Ред
Джон Роберт «Ред» Мерфф (англ. John Robert «Red» Murff, 1 апреля 1921, Берлингтон, Техас — 28 ноября 2008, Тайлер, Техас) — американский бейсболист, питчер. Выступал за «Милуоки Брэйвз» в 1956 и 1957 годах. После завершения игровой карьеры работал скаутом в различных клубах, открыл для бейсбола будущего члена Зала славы Нолана Райана.

## Биография

### Начало карьеры
Джон Роберт Мерфф родился в Берлингтоне в штате Техас. В отличие от многих профессиональных спортсменов, бейсболом он начал заниматься поздно. В старшей школе в Роузбаде, где он учился, не было бейсбольной программы. Биту в руки он взял только во время Второй мировой войны, когда начал играть за команду военно-воздушных сил. После окончания войны Мерфф работал помощником менеджера в компании Union Carbide and Carbon Corporation в Техас-Сити и играл за полупрофессиональную команду.
В 1950 году он подписал первый свой профессиональный контракт с клубом «Батон-Руж Ред Стикс», выступавшим в луизианской Лиге Эванджелин. В дебютном для себя сезоне Ред одержал 17 побед при четырёх поражениях с пропускаемостью ERA 2,96. Он также выходил на поле в роли аутфилдера, отбивая с показателем 33,1 %. По итогам чемпионата Мерфф был признан в лиге новичком года. На следующий сезон он решил сосредоточиться на игре в качестве питчера и перешёл в «Техас-Сити Тексанс» из Лиги Галф-Кост. В чемпионате 1951 года Мерфф одержал девятнадцать побед и сыграл один ноу-хиттер. 
В 1952 году в составе «Тайлер Ист Тексанс» он одержал двадцать три победы в Лиге Биг Стейт. На следующий год Ред перешёл в «Даллас Иглз» из Техасской лиги и стал лучшим в сезоне по числу побед, выиграв семнадцать матчей. Лучший сезон за Иглз Мерфф провёл в 1955 году, когда сыграл более трёхсот иннингов, одержал двадцать семь побед, а его показатель пропускаемости составил всего 1,99. По итогам сезона журнал Sporting News признал его Игроком года в младших лигах. После этого следующим шагом в его карьере стала Главная лига бейсбола. Интерес к Реду проявлял клуб «Милуоки Брэйвз», но стороны не могли договориться о цене перехода. Владелец Иглз Дик Бернетт хотел получить 100 000 долларов и трёх игроков из расширенного состава «Брэйвз». Представлявший «Милуоки» скаут Эрл Холстед был готов отдать игроков, но хотел уменьшить денежную компенсацию до 40 000 долларов. Не сумев договориться, стороны решили определить условия сделки партией в джин-рамми. Победителем восьмичасовой игры стал Холстед и Мерфф перешёл в «Брэйвз» на его условиях.  

### Главная лига бейсбола
В составе «Брэйвз» Ред дебютировал в сезоне 1956 года, став новичком в возрасте тридцати пяти лет. В третьем иннинге своей первой игры на высшем уровне он травмировал руку. Из-за травмы, а также испытываемых им болей в спине, Мерфф провёл в чемпионате всего четырнадцать игр. Позднее он сетовал на то, что в то время не было возможностей для реабилитации и восстановления после повреждений. На следующий год он принял участие ещё в двенадцати матчах команды. «Брэйвз» стали победителями Мировой серии 1957 года, но Ред не принимал участия в матчах после Дня поминовения и не считается обладателем трофея. Всего в МЛБ он сыграл в двадцати шести матчах, одержав две победы при двух поражениях. Также в его активе три сейва, внесённые задним числом после того, как лига начала вести их учёт в 1969 году.

### Завершение карьеры игрока
С 1957 по 1959 год Мерфф играл в AAA-лиге за «Уичито Брэйвз» и «Луисвилл Колонелс». Во время межсезонья Ред также играл в бейсбольной лиге Пуэрто-Рико. В 1960 году он занял пост играющего тренера команды «Джэксонвилл Брэйвз» в Южно-Атлантической лиге, одержав в составе клуба пять побед. Под его руководством свою профессиональную карьеру начинал Фил Никро, будущий пятикратный участник Матча всех звёзд. В 1997 году, избранный в Зал славы, Никро в своей речи поблагодарил Мерффа за то, что тот помог ему поверить в свои силы.

### Работа скаутом
Некоторое время Мерфф работал скаутом в «Хьюстон Кольт 45», а в 1963 году перешёл в только что созданный клуб «Нью-Йорк Метс». В поисках молодых перспективных игроков Ред ездил по Техасу, Луизиане, Оклахоме и Нью-Мексико. При его участии были организованы тренировочные лагеря клуба в Мексике. Именно он нашёл для Метс игроков чемпионской команды 1969 года — Джерри Кусмана, Кена Босуэлла и Джерри Грота. Главной находкой Мерффа стал Нолан Райан, один из лучших питчеров в истории бейсбола. Позднее Райан говорил, что без Реда Мерффа его бейсбольная карьера не состоялась бы.
В 1969 году, когда найденные им игроки выигрывали Мировую серию с «Метс», сам Мерфф уже работал в «Монреаль Экспос». В 1975 году в клубе его признали Скаутом года. Позднее Ред принимал участие в организации бейсбольной программы в университете Мэри Хардин-Бэйлор в Белтоне. В 1994 году бейсбольный стадион университета получил название «Ред Мерфф Филд».
В 1989 году Мерффа избрали в техасский Зал славы бейсбола. В 1991 году Ред вышел на пенсию, проработав скаутом в различных клубах тридцать четыре года. Завершив карьеру в бейсболе, он пробовал себя в качестве писателя. В 1996 году в соавторстве с Майком Кэппсом он издал автобиографическую книгу The Scout: Searching for the Best in Baseball. Также Мерфф написал детскую книгу Little Whiskers Fin, включив в неё истории, которые он рассказывал своему внуку.
В 2003 году Ред переехал в Тайлер. Он регулярно посещал игры бейсбольной команды Техасского университета и консультировал тренерский штаб. Мыслей о бейсболе он не оставил даже когда из-за болезни Паркинсона был вынужден переехать в дом престарелых. 
Скончался Ред Мерфф 28 ноября 2008 года. Похоронен на кладбище Олд Феллоус в Рокдейле. 